# Leptodactylinae
Sous-famille
Les Leptodactylinae sont une sous-famille d'amphibiens de la famille des Leptodactylidae.

## Répartition
Les espèces de ses genres se rencontrent dans l'extrême Sud du Texas, dans la région de Sonora au Mexique, dans les Antilles et en Amérique du Sud.

## Liste des genres
Selon Amphibian Species of the World (10 juin 2017) :
- Adenomera Steindachner, 1867
- Hydrolaetare Gallardo, 1963
- Leptodactylus Fitzinger, 1826
- Lithodytes Fitzinger, 1843

## Publication originale
- Werner, 1896 : Beiträge zur Kenntniss der Reptilien und Batrachier von Centralamerika und Chile, sowie einiger seltenerer Schlangenarten. Verhandlungen des Zoologisch-Botanischen Vereins in Wien, vol. 46, p. 344-365 (texte intégral).